# Poix-Terron
Poix-Terron è un comune francese di 862 abitanti situato nel dipartimento delle Ardenne nella regione del Grand Est.

## Società

### Evoluzione demografica
Abitanti censiti